# Ostrava (distrito)
Ostrava é um distrito da República Checa na região de Morávia-Silésia, com uma área de 214 km² com uma população de 316.744 habitantes (2002) e com uma densidade populacional de 1.480 hab/km².